# Bendoy
Bendoy fou oncle matern de Còsroes II, militar i home d'estat persa.
Vas servir sota Ormazd IV i sota Còsroes II. El seu pare es deia Sapor i era net de Korbondad. Pertanyia a la família dels spahbad, comandants militars i una de les grans nissagues de l'imperi i suposats descendents dels arsàcides.
Ormazd IV va empresonar i executar alguns magnats entre els quals el pare de Bendoy, Sapor. Bendoy i el seu germà Bistam foren empresonats. La paga de l'exèrcit fou reduïda un 10% i les unitats de cavalleria reduïdes. El principal cap dels nobles, Vararanes Chobin, un victoriós general, es va aixecar i es va dirigir a Ctesifont; els magnats es van revoltar en aquesta ciutat i van alliberar els presoners; en la confusió de la revolució i l'arribada imminent de Txobin, el poder va quedar en mans de Bistam i Bendoy (grec Bindoes); van donar suport a Còsroes, fill d'Ormazd IV, com a rei i Ormazd fou detingut i cegat i finalment executat; Txobin ja estava a la vora de la ciutat i Bistam i Bendoy van fugir cap a l'Azerbaidjan (estiu del 590). Bistam es va quedar a l'Azerbaidjan per reclutar fidels mentre Bendoy i Còsroes anaven cap a l'Imperi Romà d'Orient; Bendoy es va deixar agafar per permetre la fugida de Còsroes al territori romà d'Orient; Bendoy fou tractat correctament.
A començaments del 591 Còsroes va tornar amb un exèrcit de mercenaris romans d'Orient (obtingut a canvi d'un tractat amb concessions territorials als romans d'Orient) i Bistam se li va unir amb vuit mil reialistes; Bendoy es va escapar i se'ls va unir també. La batalla contra les forces de Txobin va acabar amb la victòria de Còsroes. Aquest va conservar per un temps una guàrdia romana d'Orient de mil soldats. Els seus fidels foren recompensats: Bendoy fou nomenat tresorer i gran ministre i Bistam governador del Tabaristan, Gurgan, Kumesh i Khurasan.
Però la mort d'Ormazd assenyalava Còsroes i aquest va decidir desfer-se dels seus oncles sobre els qui havia de recaure tota la culpa. Bendoy fou arrestat, mutilat i executat (crucificat), segons alguns relats quan ja fugia cap a l'Azerbaidjan per unir-se a Bistam; la seva execució fou a Gondishapur vers el 592.